# 成潤
成潤（せいじゅん、生没年不詳）は、室町時代の真言宗の僧侶。鎌倉公方足利持氏の子。鎌倉公方で後に初代の古河公方となった足利成氏は兄弟。成氏と同じく、将軍足利義成（のちの義政）より偏諱（｢成｣の字）の授与を受けた。

## 経歴
成潤の経歴については不明な点が多い。だが、1450年（宝徳2年）に発生した江の島合戦の段階で既に鎌倉の勝寿門院門主であったことから、成氏の兄であった可能性が高いとされている。だが、同合戦で鎌倉から江の島に避難した成氏とは別行動を取っていたことが知られている。やがて、1455年（康正元年）に享徳の乱が本格化すると、成潤が自分が別当を兼ねていた日光山へと出奔し、上杉氏と結んで反成氏の軍事行動を取り始める。その後、日光山は成氏方が掌握するところとなり、成潤は一旦は成氏に謝罪の書状を送るが、再び叛旗を翻した。一時は京都に逃れて抵抗を続けたが、『喜連川判鑑』に「大御堂殿、早世」と記され、『源家御所御系図』には「於五十子病死」と記されていることから、1457年（長禄元年）に構築されて関東管領上杉房顕らが拠点とした武蔵国五十子陣において同陣構築から程ない時期に亡くなったとみられている。これは同年あるいは翌1458年（長禄2年）に行われた足利政知（後の堀越公方）の関東下向と時期的に一致しており、成潤を擁して足利成氏と争っていた上杉房顕が成潤を失ったことにより、代わりとなる人材を京都の足利将軍家に求めたと考えられる。
なお、従来「偽文書」の疑いを持たれていた宝徳四年四月白河直朝宛源義氏書状2通（「國學院大學所蔵白河結城文書」:『白河市史』第5巻所収531・532号）の差出人である“源義氏”について、成潤が鎌倉公方になるべく還俗して「足利義氏」と称したものであるとする見方がある。